# La Font i els Rentadors
La Font i els Rentadors és una obra d'Arbolí (Baix Camp) inclosa a l'Inventari del Patrimoni Arquitectònic de Catalunya.

## Descripció
Conjunt de tres safareigs descoberts, de desigual cabuda, una font de pedra amb dos raigs i un abeurador. Els safareigs són de pedra i paredat, amb revestiment de ciment i rajola, d'igual manera que l'abeurador. La font és amb una amplia pica de pedra.

## Història
No hi ha dates concretes sobre la construcció de la font, però cal pensar que no és pas massa moderna. Els safareigs duen la data del 1948, any en què foren reconstruïts. El seu interès rau en el fet que, a diferencia d'altres pobles, aquests són encara en ús i ben conservats.